# Pèrç
Pers és un municipi francès situat al departament de Cantal i a la regió d'Alvèrnia-Roine-Alps. L'any 2007 tenia 295 habitants.

## Demografia

### Població
El 2007 la població de fet de Pers era de 295 persones. Hi havia 124 famílies de les quals 40 eren unipersonals (32 homes vivint sols i 8 dones vivint soles), 32 parelles sense fills, 40 parelles amb fills i 12 famílies monoparentals amb fills.
La població ha evolucionat segons el següent gràfic:
Habitants censats

### Habitatges
El 2007 hi havia 232 habitatges, 127 eren l'habitatge principal de la família, 99 eren segones residències i 6 estaven desocupats. 209 eren cases i 21 eren apartaments. Dels 127 habitatges principals, 96 estaven ocupats pels seus propietaris, 26 estaven llogats i ocupats pels llogaters i 5 estaven cedits a títol gratuït; 1 tenia una cambra, 6 en tenien dues, 24 en tenien tres, 42 en tenien quatre i 54 en tenien cinc o més. 104 habitatges disposaven pel capbaix d'una plaça de pàrquing. A 57 habitatges hi havia un automòbil i a 56 n'hi havia dos o més.

### Piràmide de població
La piràmide de població per edats i sexe el 2009 era:
| Homes | Edats   | Dones |
| ----- | ------- | ----- |
| 0     | 95 o +  | 0     |
| 0     | 90 a 94 | 0     |
| 0     | 85 a 89 | 0     |
| 8     | 80 a 84 | 0     |
| 0     | 75 a 79 | 12    |
| 4     | 70 a 74 | 16    |
| 12    | 65 a 69 | 4     |
| 8     | 60 a 64 | 8     |
| 0     | 55 a 59 | 4     |
| 8     | 50 a 54 | 4     |
| 8     | 45 a 49 | 4     |
| 4     | 40 a 44 | 4     |
| 16    | 35 a 39 | 12    |
| 12    | 30 a 34 | 12    |
| 8     | 25 a 29 | 4     |
| 8     | 20 a 24 | 4     |
| 4     | 15 a 19 | 0     |
| 12    | 10 a 14 | 16    |
| 12    | 5 a 9   | 8     |
| 4     | 0 a 4   | 0     |

## Economia
El 2007 la població en edat de treballar era de 175 persones, 127 eren actives i 48 eren inactives. De les 127 persones actives 114 estaven ocupades (76 homes i 38 dones) i 13 estaven aturades (6 homes i 7 dones). De les 48 persones inactives 22 estaven jubilades, 7 estaven estudiant i 19 estaven classificades com a «altres inactius».

### Ingressos
El 2009 a Pers hi havia 124 unitats fiscals que integraven 293 persones, la mediana anual d'ingressos fiscals per persona era de 13.321 €.

### Activitats econòmiques
Dels 10 establiments que hi havia el 2007, 6 eren d'empreses de construcció, 3 d'empreses d'hostatgeria i restauració i 1 d'una empresa classificada com a «altres activitats de serveis».
Dels 5 establiments de servei als particulars que hi havia el 2009, 2 eren guixaires pintors, 1 lampisteria, 1 electricista i 1 restaurant.
L'any 2000 a Pers hi havia 17 explotacions agrícoles que ocupaven un total de 658 hectàrees.

## Equipaments sanitaris i escolars
El 2009 hi havia una escola elemental integrada dins d'un grup escolar amb les comunes properes formant una escola dispersa.

## Poblacions més properes
El següent diagrama mostra les poblacions més properes.